# Theo Schär
Theo Schär   (Basilea, 16 de febrer de 1903 - segle XX) fou un futbolista suís, que jugava de porter, que va competir durant la dècada de 1920.
El 1924 fou seleccionat per disputar la competició de futbol dels Jocs Olímpics de París, on l'equip guanyà la medalla de plata, però ell no disputà cap partit. Pel que fa a clubs, defensà els colors del Servette FC. Amb la selecció nacional jugà 1 partit el 1926.